# Terpna thyatiroides
Terpna thyatiroides är en fjärilsart som beskrevs av Sterneck 1928. Terpna thyatiroides ingår i släktet Terpna och familjen mätare. Inga underarter finns listade i Catalogue of Life.